# Fernandino
Fernandino är en etnisk grupp i Ekvatorialguinea med ursprung i multietniska kreolska grupper som växte fram i Spanska Guinea. 
De fick sitt namn efter ön Fernando Pó, där många av dem arbetade i historisk tid. 
Fernandino bestod i själva verket av flera distinkta grupper kreoler, med olika historia. De utgjorde en stor del av arbetskraften i kakaoindustrin på Fernando Pó under 1880-talet. 
Fernandinos på Fernando Po var nära besläktade, och på grund av att många rekryterades från Freetown, Cape Coast och Lagos, hade de förbindelser även med dessa områden. 
Under 2000-talet upplöstes deras distinktion mer.